# Ukrainska kvinnoförbundet
Ukrainska kvinnoförbundet var en ukrainsk kvinnorättsorganisation, grundad 1917. 
Politiska organisationer tilläts inte i Ukraina förrän 1905, och feminister från Ukraina deltog i den första helryska kvinnokongressen 1908. 
Under ryska revolutionen och ryska inbördeskriget organiserades en självständig inhemsk ukrainsk kvinnorörelse. I april 1917 skapades Ukrainska kvinnoförbundet i Kiev, och den första kvinnokongressen hölls i september. 
När Ukraina blev en del av Sovjet avskaffades den självständiga kvinnorörelsen och ersattes av Ukrainas motsvarighet till Zhenotdel, som genomförde kommunistpartiets policy om kvinnors jämlikhet. 